# Feliks Lorek

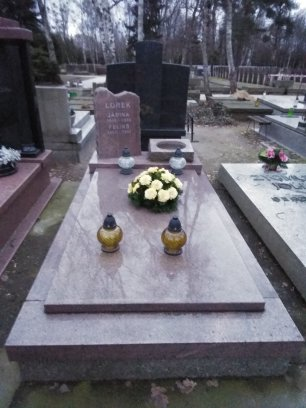
Grób Feliksa Lorka na cmentarzu Wojskowym na Powązkach

Feliks Lorek, ps. „Gustaw”, „Janek”, „Wagner” (ur. 14 maja 1903 w Sosnowcu, zm. 4 stycznia 1987 w Warszawie) – działacz komunistyczny, poseł na Sejm PRL 1952–1956, zastępca członka KC PZPR 1954–1964, I sekretarz Komitetu Wojewódzkiego (KW) PZPR w Zielonej Górze 1950–1956.

## Życiorys
Był synem Stanisława i Kunegundy. W okresie II Rzeczypospolitej działał w KPP (od 1919) i KZMP (1932–1934). W latach 1931–1932 uczył się w szkole partyjnej w Moskwie. Od 1942 członek PPR, a od 1948 PZPR. W latach 1944–1945 był II sekretarzem KW PZPR w Białymstoku, 1945–1946 zastępcą kierownika Wydziału Organizacyjnego KW PZPR w Katowicach, 1946–1949 II sekretarzem KW PPR/PZPR w Szczecinie. 1949–1950 był inspektorem Wydziału Organizacyjnego KC PZPR, następnie 1950–1956 I sekretarzem KW PZPR w Zielonej Górze. Na II Zjeździe PZPR w marcu 1954 został wybrany zastępcą członka KC PZPR, którym był do 1964. 1957–1964 ponownie był inspektorem Wydziału Organizacyjnego KC PZPR.
Odznaczony m.in. Srebrnym Krzyżem Zasługi (18 stycznia 1946) oraz Medalem im. Ludwika Waryńskiego (1986).
Pochowany na cmentarzu Wojskowym na Powązkach (kwatera D6-4-27).